# HD 30177
HD 30177 é uma estrela na constelação de Dorado. Tem uma magnitude aparente visual de 8,37, portanto não é visível a olho nu. Medições de paralaxe, do segundo lançamento do catálogo Gaia, indicam que está localizada a uma distância de aproximadamente 182 anos-luz (55,7 parsecs) da Terra.
HD 30177 tem dois planetas extrassolares conhecidos em órbita.

## Características
Com um tipo espectral de G8V, HD 30177 é uma estrela de classe G da sequência principal, uma estrela semelhante ao Sol que gera energia pela fusão de hidrogênio no núcleo. Estima-se que tenha uma massa 5% superior à massa solar e um raio 11% superior ao raio solar. Está brilhando com 109% da luminosidade solar e tem uma temperatura efetiva de 5 600 K. É uma estrela cromosfericamente inativa com uma idade estimada de 5,9 bilhões de anos.
HD 30177 tem uma alta metalicidade, a abundância de elementos além de hidrogênio e hélio, possuindo 234% da concentração de ferro do Sol. A estrela segue a tendência de que planetas massivos são mais frequentemente encontrados ao redor de estrelas ricas em metais.

## Sistema planetário
Em 2003, foi publicada a descoberta de um planeta extrassolar massivo orbitando HD 30177, detectado pelo método da velocidade radial a partir de observações pelo espectrógrafo UCLES, no período entre novembro de 1998 e março de 2002, como parte do Anglo-Australian Planet Search. Em 2017, com mais de uma década adicional de observações da estrela, pelos espectrógrafos UCLES e HARPS, a órbita desse planeta foi refinada e um segundo planeta foi descoberto, com um longo período orbital comparável ao de Saturno.
Ambos os planetas tem altas massas mínimas, de 8,1 e 7,6 vezes a massa de Júpiter, então podem ser anãs marrons se a inclinação orbital for suficientemente baixa. O planeta mais interno tem uma órbita parecida com a de Júpiter, com um período de 2524 dias (6,9 anos) e semieixo maior de 3,58 UA.
A órbita do planeta externo ainda não é bem conhecida, devido ao seu longo período, maior que o período de observação da estrela. Duas soluções foram criadas, uma com um período menor de 7 mil dias e uma excentricidade maior de 0,35, e outra com um período maior de 11,6 mil dias e excentricidade de 0,2. A primeira solução apresenta dificuldades para manter uma configuração estável para o sistema, então a segunda é considerada mais provável. Nesta solução, o planeta tem um semieixo maior de aproximadamente 10 UA, sendo um dos primeiros planetas conhecidos com separação orbital parecida com a de Saturno.
| Planeta | Massa          | Semieixo maior (UA) | Período orbital (dias) | Excentricidade |
| ------- | -------------- | ------------------- | ---------------------- | -------------- |
| b       | 8,08 ± 0,10 MJ | 3,58 ± 0,01         | 2524,4 ± 9,8           | 0,184 ± 0,012  |
| c       | 7,6 ± 3,1 MJ   | 9,89 ± 1,04         | 11613 ± 1837           | 0,22 ± 0,14    |